# Liste des conseillers généraux de l'Ariège

## Composition du conseil général de l'Ariège(22 sièges)
| Parti                             | Sigle | Élus |
| --------------------------------- | ----- | ---- |
| Majorité (19 sièges)              |       |      |
| Parti Socialiste                  | PS    | 18   |
| Divers gauche                     | DVG   | 1    |
| Opposition (3 sièges)             |       |      |
| Union pour un mouvement populaire | UMP   | 3    |
| Président du Conseil général      |       |      |
| Henri Nayrou (PS)                 |       |      |

## Liste des conseillers généraux de l'Ariège
| Canton                           | Circ | Conseiller général     | Parti | Série |
| -------------------------------- | ---- | ---------------------- | ----- | ----- |
| Arrondissement de Foix           |      |                        |       |       |
| canton d'Ax-les-Thermes          | 1    | Augustin Bonrepaux     | PS    | 2008  |
| canton de la Bastide-de-Sérou    | 1    | André Rouch            | PS    | 2008  |
| canton des Cabannes              | 1    | Christian Loubet       | PS    | 2008  |
| canton de Foix-Rural             | 1    | Benoît Alvarez         | DVG   | 2008  |
| canton de Foix-Ville             | 1    | Frédérique Massat      | PS    | 2008  |
| canton de Lavelanet              | 1    | Pierre Saboy           | PS    | 2011  |
| canton de Quérigut               | 1    | Francis Magdalou       | PS    | 2011  |
| canton de Tarascon-sur-Ariège    | 1    | Alain Duran            | PS    | 2011  |
| canton de Vicdessos              | 1    | Bernard Piquemal       | PS    | 2011  |
| Arrondissement de Pamiers        |      |                        |       |       |
| canton du Fossat                 | 2    | Jean-Luc Couret        | PS    | 2011  |
| canton du Mas-d'Azil             | 2    | Raymond Berdou         | PS    | 2011  |
| canton de Mirepoix               | 2    | Jean Cazanave          | PS    | 2008  |
| canton de Pamiers-Est            | 2    | André Montané          | PS    | 2011  |
| canton de Pamiers-Ouest          | 2    | Marie-France Vilaplana | PS    | 2011  |
| canton de Saverdun               | 2    | Louis Marette          | UMP   | 2008  |
| canton de Varilhes               | 2    | Roger Sicre            | PS    | 2008  |
| Arrondissement de Saint-Girons   |      |                        |       |       |
| canton de Castillon-en-Couserans | 1    | Robert Zonch           | PS    | 2008  |
| canton de Massat                 | 1    | Pierre Auriac-Meilleur | UMP   | 2008  |
| canton d'Oust                    | 1    | Christine Tequi        | PS    | 2011  |
| canton de Sainte-Croix-Volvestre | 2    | Alain Bari             | UMP   | 2011  |
| canton de Saint-Girons           | 2    | Henri Nayrou           | PS    | 2011  |
| canton de Saint-Lizier           | 2    | Raymond Coumes         | PS    | 2008  |

## Conseillers généraux de l'Ariègeen2008
- Canton d'Ax-les-Thermes : Augustin Bonrepaux (PS)
- Canton de la Bastide-de-Sérou : André Rouch (PS)
- Canton des Cabannes : Christian Loubet (PS)
- Canton de Castillon-en-Couserans : Robert Zonch (PS)
- Canton de Foix-Ville : Jean-Noël Fondère (PS)
- Canton de Foix-Rural : Benoît Alvarez (DVG)
- Canton du Fossat : René Massat (PS)
- Canton de Lavelanet : Pierre Saboy (PS)
- Canton du Mas-d'Azil : Raymond Berdou (PS)
- Canton de Massat : Pierre Auriac-Meilleur (UMP)
- Canton de Mirepoix : Jean Cazanave (PS)
- Canton d'Oust : Julien Souquet (PS)
- Canton de Pamiers-Est : André Montané (PS)
- Canton de Pamiers-Ouest : Bernard Soula (PS)
- Canton de Quérigut : Francis Magdalou (PS)
- Canton de Sainte-Croix-Volvestre : Alain Bari (UMP)
- Canton de Saint-Girons : Henri Nayrou (PS)
- Canton de Saint-Lizier : Raymond Coumes (PS)
- Canton de Saverdun : Louis Marette (UMP)
- Canton de Tarascon-sur-Ariège : Alain Duran (PS)
- Canton de Varilhes : Roger Sicre (PS)
- Canton de Vicdessos : Bernard Piquemal (PS)

## Conseillers généraux de l'Ariègeen2005
- Canton d'Ax-les-Thermes : Augustin Bonrepaux (PS)
- Canton de la Bastide-de-Sérou : André Rouch (PS)
- Canton des Cabannes : Christian Loubet (PS)
- Canton de Castillon-en-Couserans : Robert Zonch (PS)
- Canton de Foix-Ville : Jean-Noël Fondère (PS)
- Canton de Foix-Rural : Guy Destrem (PS)
- Canton du Fossat : René Massat (PS)
- Canton de Lavelanet : Pierre Saboy (PS)
- Canton du Mas-d'Azil : Raymond Berdou (PS)
- Canton de Massat : Pierre Auriac-Meilleur (UMP)
- Canton de Mirepoix : Jeanne Ettori (PS)
- Canton d'Oust : Julien Souquet (PS)
- Canton de Pamiers-Est : André Montané (PS)
- Canton de Pamiers-Ouest : Bernard Soula (PS)
- Canton de Quérigut : Francis Magdalou (PS)
- Canton de Sainte-Croix-Volvestre : Alain Bari (UMP)
- Canton de Saint-Girons : Henri Nayrou (PS)
- Canton de Saint-Lizier : Raymond Coumes (PS)
- Canton de Saverdun : Louis Marette (UMP)
- Canton de Tarascon-sur-Ariège : Alain Duran (PS)
- Canton de Varilhes : Roger Sicre (PS)
- Canton de Vicdessos : Bernard Piquemal (PS)

## Anciens conseillers généraux (à trier par mandat)
- Paul Léon Aclocque ;
- Hippolyte Anglade ;
- Henri Assaillit ;
- Germain Authié ;
- Michel Auziès ;
- Paul Caujolle ;
- Théophile Delcassé ;
- Georges Galy-Gasparrou ;
- Léon Galy-Gasparrou ;
- Adolphe François René de Portes ;
- Joseph-Paul Rambaud ;
- Alexandre Rauzy ;
- André Trigano ;
- Léon-Pierre Galy-Gasparrou